# Búvárgömb

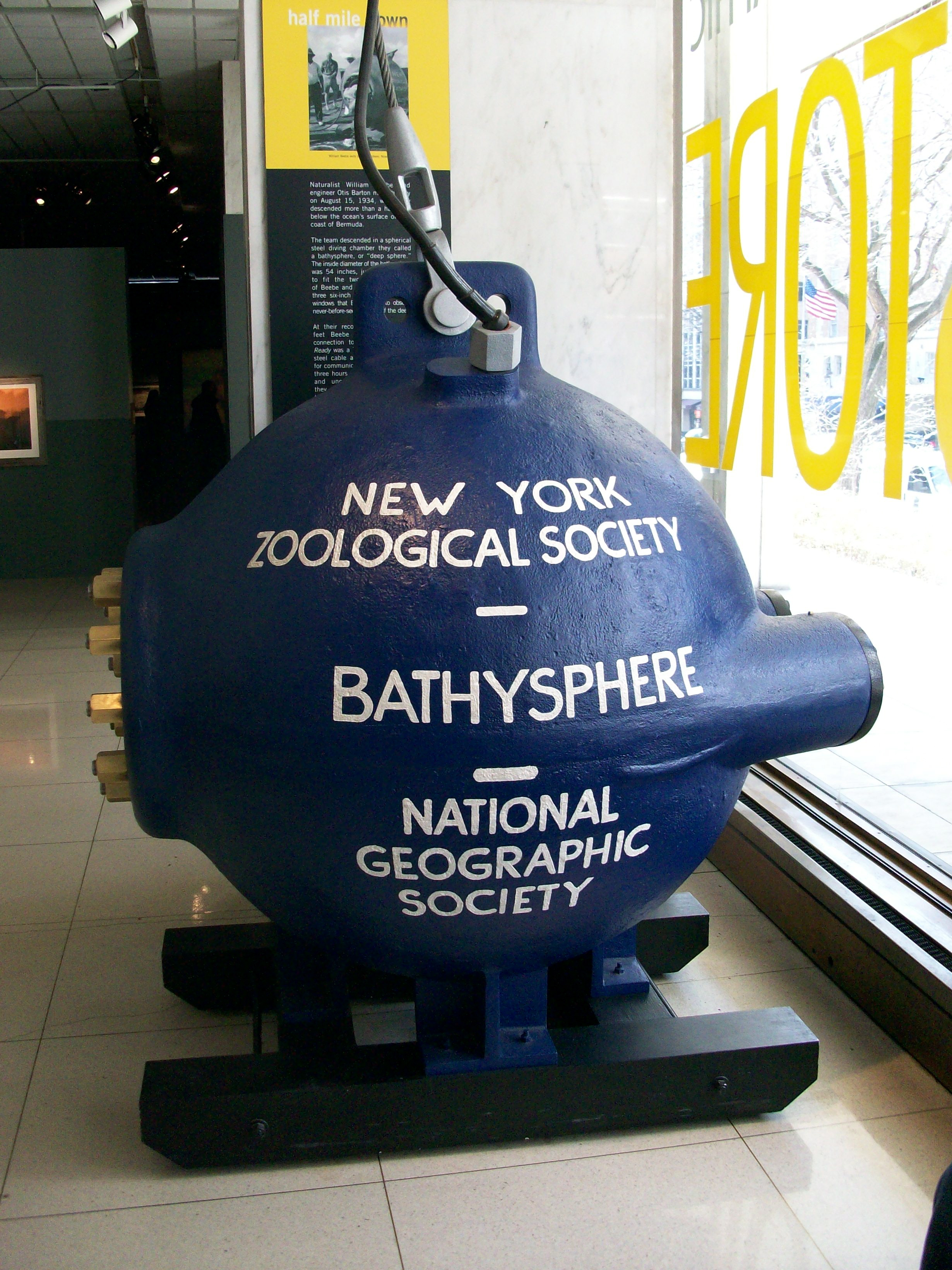
A batiszféra a washingtoni National Geographic múzeumban (2009)

A búvárgömb vagy batiszféra egy speciálisan megerősített, üreges, gömb alakú acél búvárkamra, amelyben a megfigyelők egy kábel segítségével több száz méter mélyre merülhetnek egy hajóról a tengerbe. A páncélgömbbe zárt kutató állandó telefon-összeköttetésben marad hajójával így közvetlenül beszámolhat tapasztalatairól, fénykép- és filmfelvételeket készíthet a gömb vastag, olvasztott kvarcablakán keresztül. Mindezt a gömbbe szerelt erős fényszóró teszi lehetővé, mely széles körben megvilágítja a tenger alatti világ örök éjszakáját.
Először 1930-ban került sor a használatára, 1934-ig a Bermudák mellett összesen 35 merülést hajtottak végre. 1934-ben William Beebe és Otis Barton 923 méterre merültek le vele sikeresen, ami akkor világrekordnak számított. Ezt 1948-ban Barton döntötte meg, amikor 1370 méter mélységbe jutott le a segítségével.
Később az újabb, jóval fejlettebb mélytengeri felderítő eszközök kiszorították a használatból.

## Az 1930. évi búvárgömb
Tervezte Otis Barton, Buttler és Barret, a Cox & Stevens cég tisztviselőinek segítségével. A készüléket egyetlen darabból öntötték a Watson-Stillman Hidraulikus Gépészeti Társaság gyárában. 2430 kg súlyú, 1,42 méter átmérőjű, falainak vastagsága 3,37 cm.
Ajtaja 180 kg-ot nyomott, az ajtónyíláshoz 10 csavar erősítette. Az ajtó kör alakú fémeresztékkel bírt, az illeszkedő felületet némi ólomfehérrel tömítve 732 méter mélységig vízmentesen zárt. Ablakait az Általános Elektromos Társaság gyártotta, ezek öntött kvarcból készült hengerek, ármérőjük 20 cm, vastagságuk 7,5 cm. Az ablakok papírtömítéssel és ólomfehérrel voltak illesztve, amelyet még könnyű acélkeret is borított.
Az elektromos kábel az Okonite Társaság gyártmánya volt, 2,8 cm átmérőjű, nehéz gumi szigeteléssel volt bevonva. A kábelben két vezeték a világítást szolgálja, másik kettő pedig a távbeszélőhöz tartozik. A búvárgömb tetején a kábel tömítőszelencén halad keresztül. A két világítási vezeték az áramot 250 wattos fényszóróhoz vezeti. A kisebb vezetékek a távbeszélőket kötötték össze. A telefont C. R. Moore által a Bell Telefon Társaság kölcsönözte számukra. A két készüléket a fedélzetről látta el árammal egy 22,5 voltos rádióakkumulátor.
A lélegzőkészüléket Alvin Barrach tervezte New Yorkban. A búvárgömb két ellenkező oldalára egy-egy oxigéntartályt szereltek.
A lebocsátáshoz William Beebe héttonnás kábelemelőgépét használták, és egy különleges nagy kábeldobot. A tartókábel 2,22 cm-es, csavarodásmentes gyártmány, ennek belsejében acélszál fut végig. Ezt a Roebling cég készítette. Hosszúsága 1070 m, teherbírása 26 tonna. Víz alatti súlya kb. 1,8 tonna. 430 méteres mélységben a leeresztett kábel súlya 770 kg-ra tehető, a búvárgömb a víz alatt 787 kg-ot nyomott.

## Az 1934. évi búvárgömb
Tulajdonképpen az 1930. évinek a továbbfejlesztett változata.

### Főöntvény
Az öntvény belső átmérője 1,37 m, súlya 2430 kg. Falvastagsása 3,20-3,37 cm, a legjobb minőségű Siemens-Martin-acélból készült.

### Ajtó
180 kg, 10 csavar tartja, a beillesztésre szolgáló mélyedésben vörösrész-tömítőgyűrűt alkalmaztak. Ezen felül az ajtó középen vörösrézbetét is kapott, amibe a sárgaréz szárnycsavar illeszkedik.

### Ablakok
7,5 cm vastag és 20 cm átmérőjű új kvarcablak, 15 cm állt belőle szabadon, a többit a keret elfedte.

### Oxigéntartályok és szelepek
Az eredetivel egyező oxigéntartályok. 42 cm hosszú és 11 cm átmérőjű hengerek, körülbelül 63 liter oxigént fogadnak be. Az eredeti vízszintes elhelyezés helyett függőlegesen álltak középmagasságban, a búvárgömb oldalán. Az oxigénszelepeket újabb rendszerűre cserélték.

### Távbeszélő
A búvárgömbben teljes fejhallgató készülék és mellre illeszthető beszélőkagyló van. Ez egy falra erősített dobozhoz kapcsolódik, ez a tekercset és az elemet tartalmazza. A dobozt a búvárgömb oldalára szerelték fel, ezt a nagy kábeltömlővel vezeték köti össze, amely a búvárgömb hátsó oldalán apró horgokon fut végig. A fedélzeten két készülék van, mindegyikhez 15-15 méter vezeték csatlakozik.

### Fényszóró
Két vezeték húzódik le a 20 amperes világítási kapcsolóból a fényszóróhoz. Ezt egy burok tartja, amelybe elöl gyűjtőlencsét foglaltak, belsejében 1500 wattos, 110-120 voltos égő világít. Az 1100 méteres kábelvezeték nagy ellenállására tekintettel a lámpa árama 72-76 volt feszültségű. A 75 voltos feszültségen így az eredeti 33 000 lumenes (2628 gyertyafény) fényereje 2020 lumenre (732 gyertyafény) csökken.

### Kábeltömlő
Az eredeti, 915 méter hosszú darabhoz még 180 métert toldottak. A vezetékek 8A és 14A típusúak, megfelelő szigeteléssel rendelkeznek és egymásba fonódnak. A fonatot vastag gumicső borítás védi, ennek külső átmérője 2,83 cm.

### Áramfejlesztők
Kohler-áramgerjesztő. Önműködő berendezés, amely 110 voltos 1500 wattos egyenáramot fejleszt.

### Vészjelző
Az áramfejlesztő közelében a villanyvezeték ágába iktattak be egy kis dobot, ebben kapcsoló és 500 wattos égő van. A vezeték kettéágazik benne. Rendes körülmények között megszakítás nélkül halad át a fényszórót tápláló áram a dobozon, a kapcsoló egy adott helyzetben a belépő vezeték közvetlenül az egyik kilépő vezetékkel állt összeköttetésben. Innen az áram egyenesen a búvárgömb fényszórójához megy. Amikor a távbeszélő felmondja a szolgálatot, a dobozban lévő kapcsoló önműködőleg más helyzetbe fordul. Ebben az esetben az áram a másik kilépő vezetéken halad végig, ebbe van beiktatva és a fényszóróval sorba kapcsolva az 500 wattos égő. Ezáltal az áram ki- és bekapcsolásával fényjel adható a búvárgömbből a fedélzetre és viszont.

### Tartókábel
A fő tartókábel az eredetivel megegyezik. A kábel hossza 1067 m, átmérője 2,22 cm. Csavarodásmentes gyártmány.

### Emelőszerkezet
Lidgerwood-féle emelőszerkezet. Ennek a kábeldobjával 25 cm-es tömör acélhenger van, a két végén a tartófalak 1,65 m-re állnak egymástól. Az emelőszerkezetbe 1934-ben két erősítő rudat szereltek be. Az emelődaruként használt öregvitorlafa emelésére és süllyesztésére szolgáló emelőszerkezetek közönséges hajóalkatrészek. Ezeket a gépeket és a csigaszerkezeteket új acélcsavarokkal rögzítették a fedélzethez nagy fagerendákra, amelyek a hajó keresztgerendájához csatlakoztak. Ezen kívül a csigákat acélkábellel is lekötötték arra az esetre, ha a csavarok meglazulnának.

### Csigaszerkezetek
Három, fával bélelt acélcsiga, átmérőjük 45 cm. Olajozásuk önműködő, mivel mindegyikben kis olajtartó van.

### Gőz
Az emelőszerkezetet két függőleges kazán látta el gőzzel.
Ezen kívül a búvárgömb légsúlymérővel, vegyszerekkel, vegyszerfújtatóval, hőmérséklet- és páratartalom-mérővel is fel volt szerelve.